# Macrogradungula moonya
Genre
Espèce
Macrogradungula moonya, unique représentant du genre Macrogradungula, est une espèce d'araignées aranéomorphes de la famille des Gradungulidae.

## Distribution
Cette espèce est endémique du Queensland en Australie. Elle se rencontre dans la région de Tully.

## Description
La femelle holotype mesure 19,27 mm.

## Systématique et taxinomie
Cette espèce a été décrite par Gray en 1987.
Ce genre a été décrit par Gray en 1987 dans les Gradungulidae.

## Publication originale
- Forster, Platnick & Gray, 1987 : « A review of the spider superfamilies Hypochiloidea and Austrochiloidea (Araneae, Araneomorphae). » Bulletin of the American Museum of Natural History, vol. 185, no 1, p. 1-116 (texte intégral).